# Daniel Jonsson Grubbe
Daniel Jonsson Grubbe var en svensk borgmästare

## Biografi
Daniel Grubbe var 1541 borgmästare i Norrköping under kung Erik XIV. Han var även hövitsman.

### Familj
Grubbe fick dottern Anna Danielsdotter Grubbe som var gift med kyrkoherden Matthias Petri Upplänning i Västra Husby församling.